# Engstligenalp

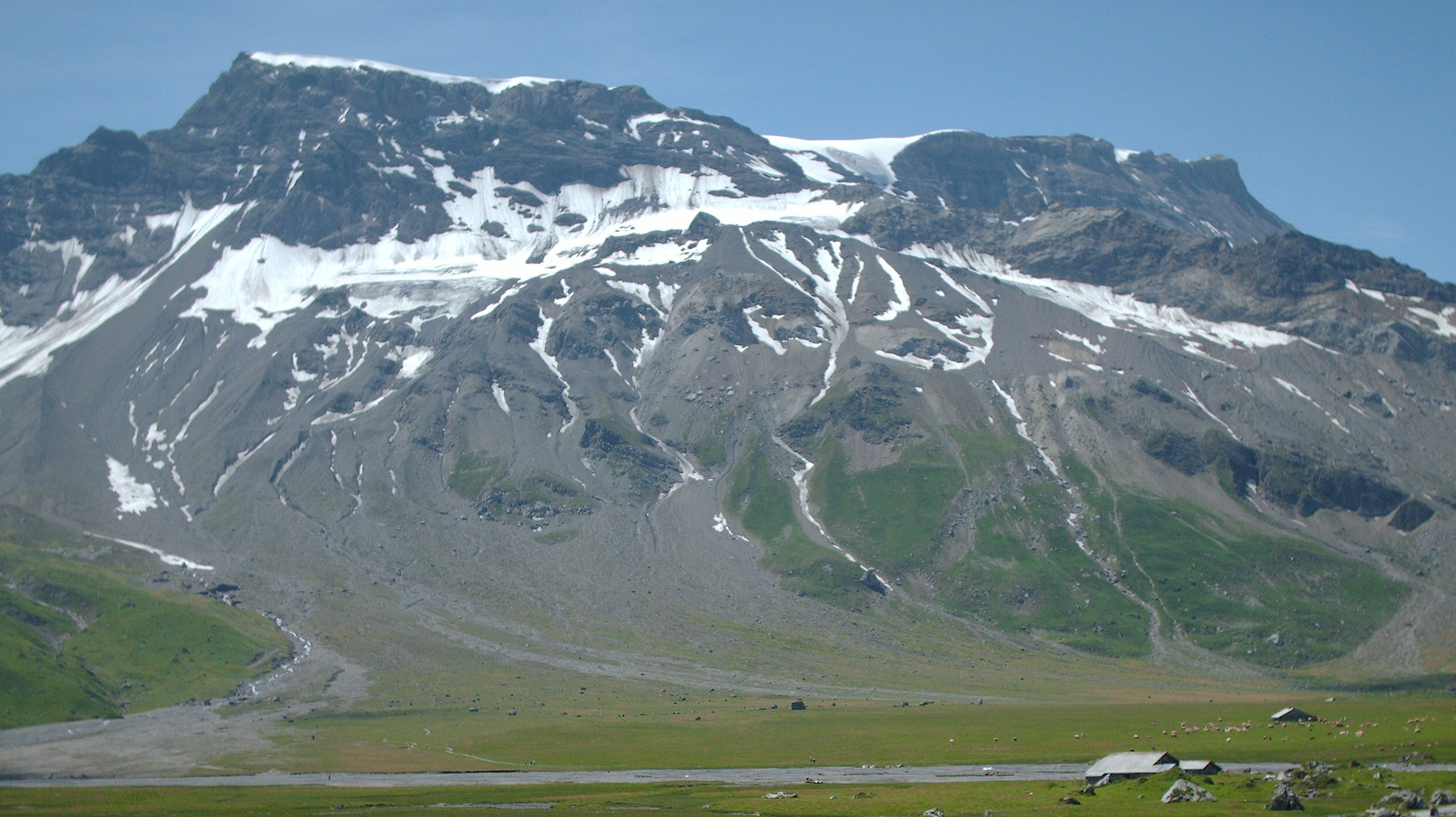
Engstligenalp mit Wildstrubel

Die Engstligenalp ist die grösste Hochebene der westlichen Schweizer Alpen. Sie befindet sich südlich von Adelboden auf 1900–2000 m ü. M. Seit 1996 gehört sie zu den Kulturlandschaften von nationaler Bedeutung, seit 2003 zu den Auengebieten von nationaler Bedeutung und seit 2017 zu den Flachmooren von nationaler Bedeutung. Es führt eine Luftseilbahn auf die Engstligenalp.

## Lage

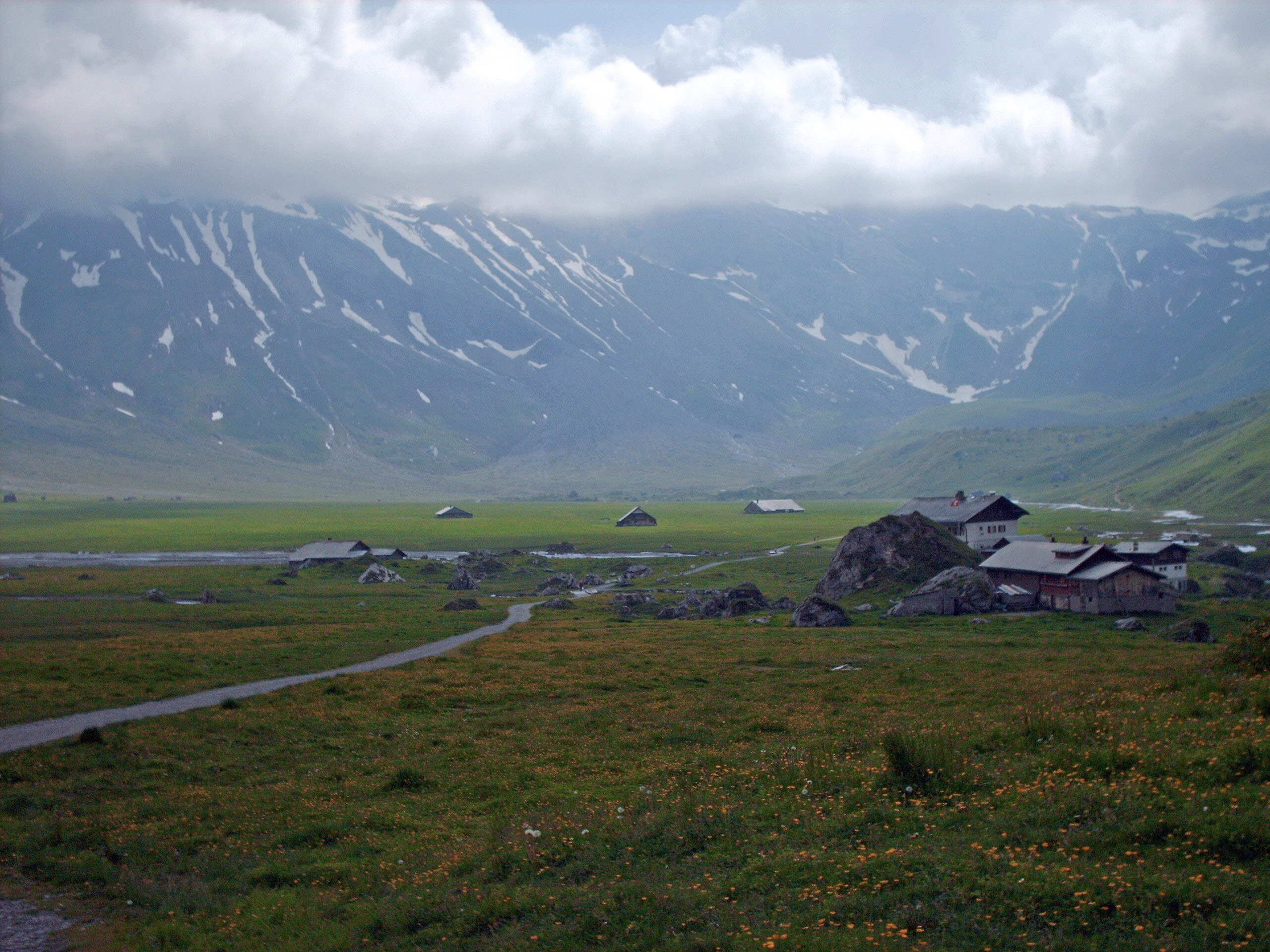
Engstligenalp, Blick Richtung Westen über die Ebene

Im Norden wird sie durch den Fitzer begrenzt, im Westen durch den Ammertenspitz und im Südwesten durch den dominierenden Wildstrubel, an den sich in östlicher Richtung Steghorn, Tierhörnli, Chindbettihorn, Engstligengrat und Tschingellochtighorn anschliessen. Im Nordosten bildet der Ärtelengrat die Grenze zur Alp Hinterengstligen.
Die Talebene ist ein Oval, das sich nord-südlich 1 km, ost-westlich 2 km ausdehnt. Sie besteht aus flacher Alpweide, die von zahlreichen Bergbächen durchzogen wird, die an den Hängen und Talrändern entspringen. Beim Talausgang sammeln sie sich und stürzen über die zwei Stufen der unter Naturschutz stehenden Engstligenfälle fast 400 m tief ins Engstligental, wo sie die Engstlige bilden.
Von Norden her gibt es einen Zugang mittels eines in den Fels gesprengten Saumwegs durch die zusammen rund 600 m hohe Felswände neben den Engstligenfällen.
Richtung Südosten führt der Chindbettipass westlich des Chindbettihorns via Ueschinental nach Kandersteg und via Rote Chumme und Gemmipass nach Leukerbad im Wallis. Im Westen führt der Ämmertenpass zwischen Wildstrubel und Ämmertenspitz nach Lenk. Beide Pässe werden heute nur von Bergwanderern benützt.

## Geschichte

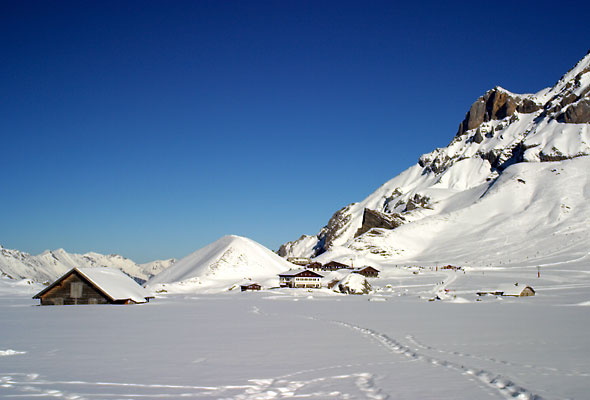
Engstligenalp Richtung Nordost

Spätestens seit dem ausgehenden Hochmittelalter wird die Engstligenalp als Alpweide genutzt. Erstmals urkundlich erwähnt wurde sie 1232, als Ritter Werner von Kien dem Bischof von Sitten Landri de Mont die Alpen «Entschligen» (lateinisch: «Itensscigula») und Gurnigel (lateinisch: «Gurnigulum») gegen eine Summe von «30 Pfund Mauricensermünze» (30 St. Moritzer Pfund) abtrat. 1373 leistet Rudolf Grissie (Griessen) dem Bischof von Sitten, Eduard von Savoyen-Achaia, den Lehenseid für «eine gewisse Alp, genannt Enchiglin jenseits des Wassers Enchigle, mit vier Stafeln (Alpkäsereien)». Später werden Hensilinus, Egidius und Cuni Grisch (Griessen) als Lehensinhaber erwähnt. Cuni Grieschen überlässt den Entschligberg 1494 dem Seckelmeister Anton Archer von Bern. 1514 leiht Kardinal Matthäus Schiner dem Ludwig Brüggler das Entschliglehen. 1630 fiel das Lehen Albert von Wattenwyl zu und blieb bis 1817 im Besitz der Familie. 1657 sollen auf der Alp 536 Kühe gesömmert worden sein.

## Heutige Alpwirtschaft
Heute ist die Engstligenalp im Besitz einer Alpgenossenschaft von etwa 100 Bauern aus Frutigen und einigen aus Adelboden. Sie bietet auf 700 ha Weideland während etwa 10 Wochen von Ende Juni bis Mitte September für 500 Stück Vieh (je etwa ein Drittel Kühe, Rinder und Kälber) der Rasse Simmentaler Fleckvieh Weide und freien Auslauf (wegen der häufigen Nachtfröste steht der Tagweidegang im Vordergrund).
Aus der Milch der Kühe wird in Handarbeit Berner Alpkäse (nach zweijähriger Lagerung auch Hobelkäse) hergestellt. Die Jahresproduktion beträgt etwa 3500 kg für die ganze Alp, verkauft wird praktisch nur privat oder in Adelboden. Besonders spektakulär ist jeweils der Alpaufzug im Juni, wenn 350 Kühe und Rinder auf dem Saumweg durch die Felswand bei den Engstligenfällen hinauf zur Alp ziehen.

## Tourismus

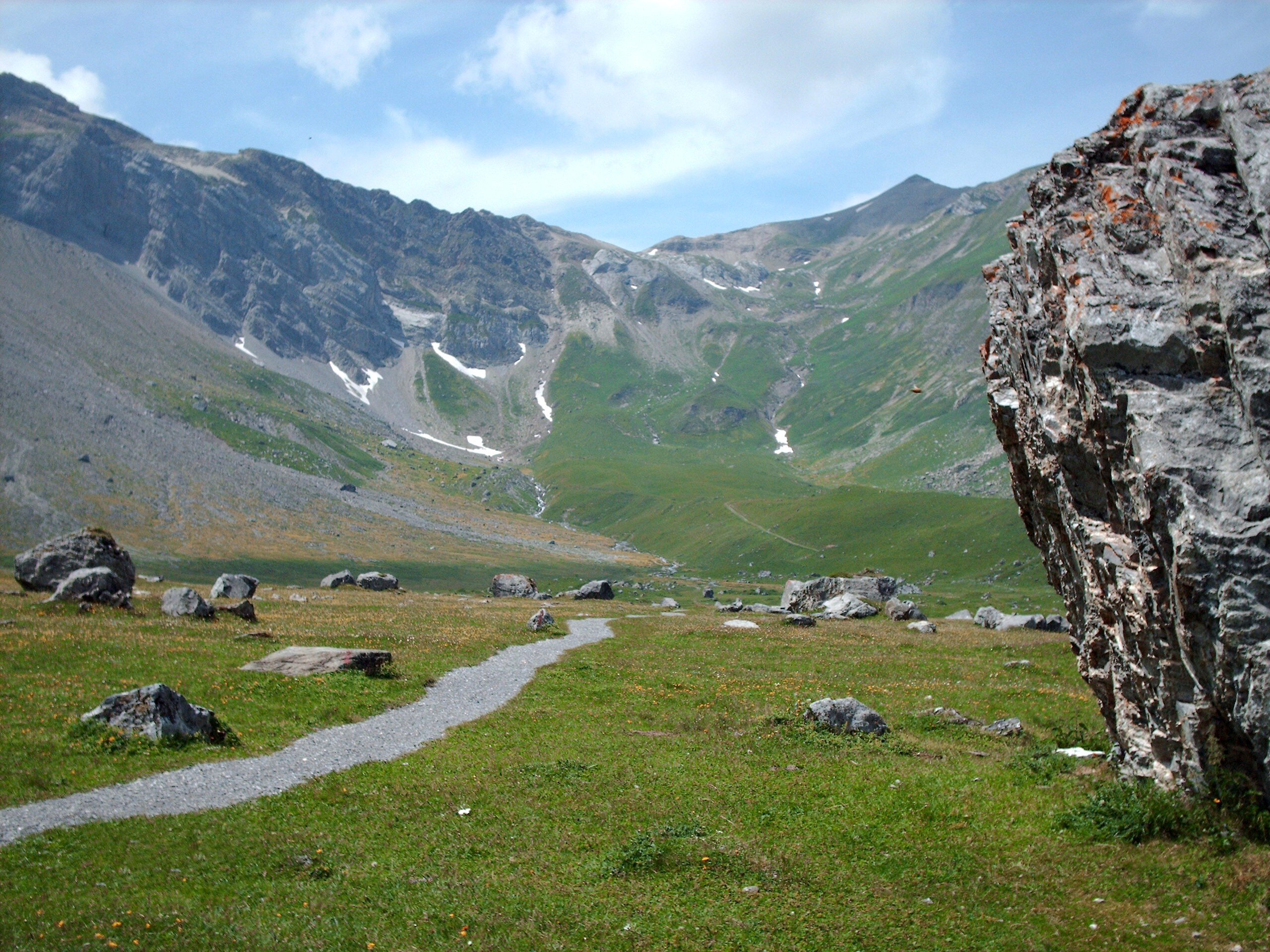
Rollstuhlgängiger Rundweg mit Blick zum Ämmertenpass

Die Engstligenalp wird auch touristisch genützt. Im Sommer bietet sie neben verschiedenen Bergwanderrouten einen hindernisfreien rollstuhlgängigen Rundweg (etwa 5 km) an, der es zusammen mit entsprechenden Einrichtungen in den beiden Gasthäusern auch Behinderten ermöglicht, eine unverbaute Alpenwelt zu geniessen.
Die Engstligenalp ist Ausgangspunkt für Skitouren und Bergtouren, beispielsweise auf den Wildstrubel und das Steghorn oder das Tschingellochtighorn, den Adelbodner Kletterberg.
Im Winter gibt es zwei schneesichere Langlauf-Loipen sowie Winterwanderwege in der Talebene, zwei Babylifte und mehrere Skilifte am Nordhang, die leichte bis schwierige Abfahrten ermöglichen. Ein Gebiet wird speziell für Freeride angeboten. Darüber hinaus gibt es Möglichkeiten verschiedenen Schwierigkeitsgrads für Tourenfahrer.